# Redmont Hotel
El Redmont Hotel Birmingham, o simplemente el Redmont Hotel, es un edificio de 14 pisos de altura (160 ft, 60 m), hotel boutique y centro de conferencias de 120 habitaciones ubicado en la esquina de 5th Avenue North y 21st Street en Birmingham, Alabama, Estados Unidos. El Redmont, llamado así por la Montaña Roja de Birmingham, es el hotel más antiguo de Birmingham que todavía está en uso. Actualmente es propiedad de Bayshore Company Tampa, Florida, es administrado por Rhaglan Hospitality LLC y opera como un hotel boutique histórico bajo la marca Curio Collection by Hilton.

## Historia
Se inauguró el 1 de mayo de 1925 como un hotel de 200 habitaciones con planos del arquitecto G. Lloyd Preacher de Atlanta, Georgia. Era inusual en su momento por tener un baño privado adjunto a cada habitación, así como agua fría y ventiladores de techo. El salón "Rainbow Room" debutó en 1937 y se convirtió en el abrevadero de un grupo informal de personas influyentes llamado "Knothole Gang".
En 1946 fue comprado por el empresario y magnate hotelero Clifford Stiles. En 1947, Stiles convirtió todo el último piso en un ático al estilo de Nueva York para él y su familia. Este elegante ático se completaba con terrazas, ascensor privado, césped para mascotas y fue escenario de muchas fiestas glamurosas. Algunos dicen que Stiles, quien murió en 1975, todavía frecuenta el edificio. En 1952, el cantante Hank Williams pasó su última noche en Redmont en un viaje incompleto de Montgomery a Charleston, Virginia Occidental. Una de las suites se ganó el apodo de "Suite del gobernador afortunado" cuando sirvió como sede local para las exitosas campañas para gobernador de Jim Folsom y George Wallace en las décadas de 1940, 1950 y 1960.
Después de décadas de declive, el hotel fue comprado en 1983 por un grupo de inversión formado por jugadores de la NBA, incluidos Kareem Abdul-Jabbar y Ralph Sampson. Fue agregado al Registro Nacional de Lugares Históricos el 27 de febrero de ese año. Una renovación de $ 7 millones condujo a una gran reapertura en 1985. Otra remodelación en 2000 descubrió detalles arquitectónicos previamente ocultos y limpió el exterior.
En abril de 2006, el grupo propietario de Redmont anunció planes para convertir sus dos pisos superiores en nueve condominios de una y dos habitaciones con otro condominio de lujo en el ático. El condominio habría incluido servicios de hotel como limpieza, valet parking, servicio a la habitación, seguridad y asistencia de botones, así como acceso al gimnasio. Otros planes incluían agregar una cafetería o una tienda de donas en la planta baja. Los propietarios también abandonaron su asociación con Crowne Plaza y comenzaron a operarlo como un hotel independiente. Debido al entorno económico derivado de la Gran Recesión, los planes de renovación de 2006 se suspendieron indefinidamente.

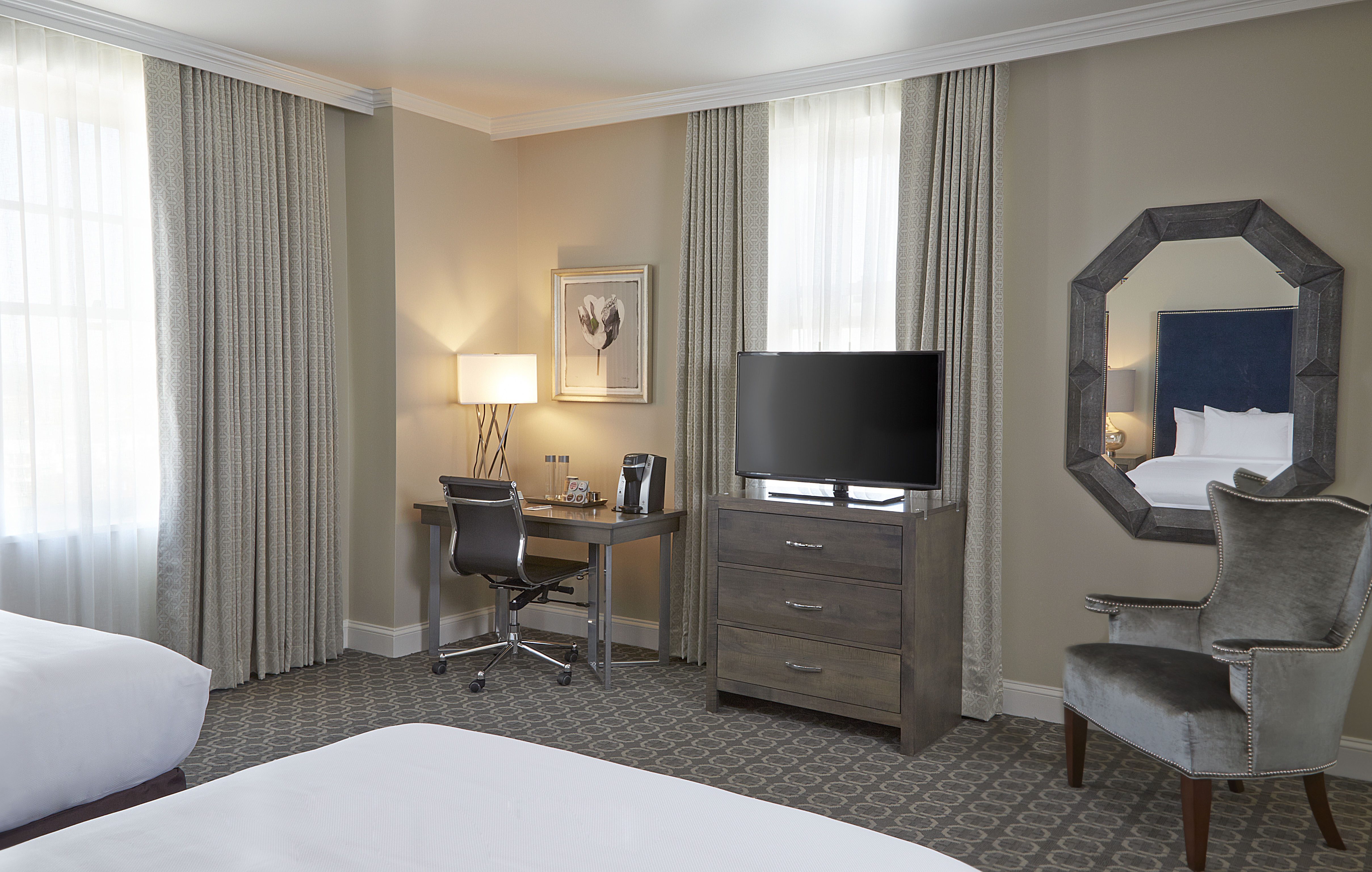

## Estado actual
Tras la concesión de créditos fiscales históricos del estado de Alabama en octubre de 2013, se sometió a una restauración multimillonaria que comenzó en 2014. La restauración de Redmont fue asistida con contribuciones financieras de los Créditos Fiscales de Rehabilitación Histórica de Alabama y $400,000 en incentivos fiscales de la Ciudad de Birmingham. La diseñadora de interiores Natalie Toy recibió el encargo de planificar el diseño interior del edificio. El trabajo, contratado por la empresa local Stewart Perry, incluyó la renovación completa de todas las habitaciones y la adición de un nuevo restaurante y bar de operación independiente, junto con una cafetería.
Reabrió como parte de la marca "Curio Collection by Hilton" el 8 de marzo de 2016.
Ahora consta de 11 pisos con 120 habitaciones.